# Sclerosperma
Sclerosperma es un género con tres especies de plantas con flores perteneciente a la familia  de las palmeras (Arecaceae) y el único miembro de la subtribu Sclerospermatinae.
Es originario de África, de donde son las tres especies conocidas. No se parecen al género nativo de  Madagascar,  Marojejya aunque un estudio detallado es necesario para determinar si existe una verdadera relación.    

## Distribución y hábitat
Es originario de Guinea Ecuatorial, Camerún y Nigeria donde estas palmeras crecen generalmente en las zonas húmedas de las tierras bajas en bosques tropicales y a menudo en los pantanos. Pueden encontrarse hasta en las pendientes de las colinas, en suelos de arena o arcilla, que se convierten periódicamente en lugares inundados. En su hábitat las hojas se utilizan como paja y las semillas son comestibles.

## Descripción
Los troncos son apenas emergentes, cuando están por encima del suelo muestran un anillo de cicatrices de las hojas desprendidas.  Las hojas son muy grandes, reduplicadas, divididas o bífidas, con una corta vaina y un largo y delgado pecíolo. Las hojas se dividen en muchos pliegues estrechos, cada uno con un nervio medio prominente.  Los márgenes tienen pequeños dientes, el envés es de color glauco y la parte superior o haz de color verde oscuro. Presenta pequeñas escalas a lo largo de las venas.
La inflorescencia en forma de espiga emerge de la corona de hojas, aunque, a menudo, se encuentre oculta. El pedúnculo es corto y tomentoso. Las flores masculinas tienen tres alargados sépalos y tres  pétalos. Puede tener hasta 60 estambres con filamentos cortos con alargadas anteras. Las flores femeninas son más largas y ovaladas, con tres sépalos formando una taza, y tres gruesos pétalos imbricados. Tiene seis diminutos estaminodios con un gineceo de color marrón.
El fruto es esférico,  convirtiéndose en morado o negro cuando madura. El mesocarpio es delgado, el endocarpio es duro y huesudo con una única ronda de semilla.

## Taxonomía
El género fue descrito por G.Mann & H.Wendl. y publicado en Transactions of the Linnean Society of London 24: 427. 1864.
Etimología
Sclerosperma: nombre genérico que deriva de las palabras griegas skleros = "duro" y sperma = "semilla", refiriéndose al duro endosperma.

## Especies
- Sclerosperma dubium
- Sclerosperma manni
- Sclerosperma walkeri